# 塞纳河畔贝维尔
塞纳河畔贝维尔（法語：Berville-sur-Seine，法語發音：[bɛʁvil syʁ sɛn]）是法国滨海塞纳省的一个市镇，属于鲁昂区。

## 地理
塞纳河畔贝维尔（49°28'20"N, 0°54'5"E）面积7.01 平方千米，位于法国诺曼底大区滨海塞纳省，该省份为法国北部沿海省份，其西部及北部濒大西洋英吉利海峡，东起顺时针与索姆省、瓦兹省、厄尔省和卡爾瓦多斯省接壤。
与塞纳河畔贝维尔接壤的市镇（或旧市镇、城区）包括：迪克莱尔、埃努维尔、圣皮埃尔-德瓦朗日维尔。

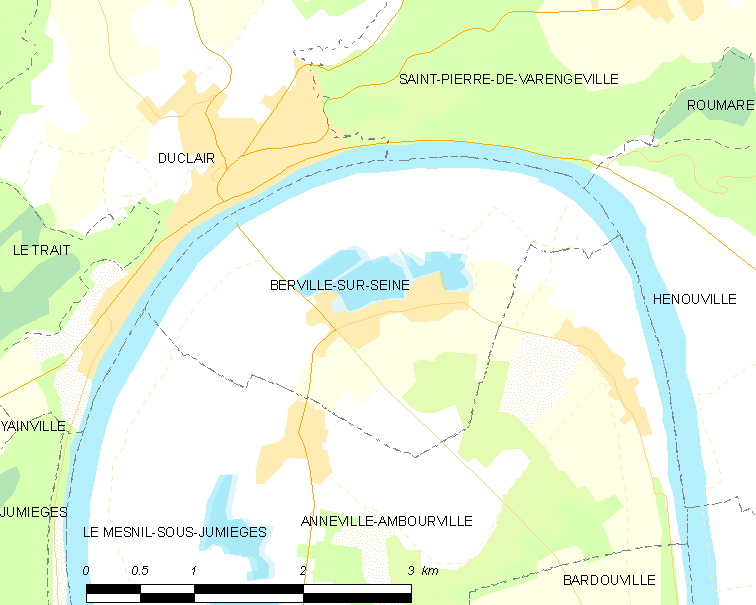
塞纳河畔贝维尔的OSM定位图

塞纳河畔贝维尔的时区为UTC+01:00、UTC+02:00（夏令时）。

## 行政
塞纳河畔贝维尔的邮政编码为76480，INSEE市镇编码为76088。

## 政治
塞纳河畔贝维尔所属的省级选区为巴朗坦县。

## 人口

1962-2008年间塞纳河畔贝维尔人口变化图示

塞纳河畔贝维尔于2022年1月1日时的人口数量为542人。